# Årgang '79
Årgang '79 er rapperen Niarns debutalbum, der udkom i 2004 via Copenhagen Records.

## Spor
1. "N.I.A.R.N."
2. "Dobbelt A"
3. "Livet I Den Hurtige Bane"
4. "Mit Liv, Mine Regler"
5. "Kommer Aldrig Igen"
6. "Blow Min High"
7. "Stikkersvin" feat. L.O.C.
8. "Årgang 79"
9. "Hvis I Ku' Se Mig Nu" feat. Bai-D
10. "Kælling"
11. "YaYo" feat. U$O
12. "Ryst Din"
13. "Dø Til Det Her"